# Folk rock
Folk rock je podvrsta rock glazbe s elementima narodne glazbe. Najpoznatiji glazbenik folk rocka je Bob Dylan. Jedna od njegovih poznatijih pjesama je Mr. Tambourine man. Veliki broj glazbenika preuzeo je ovaj glazbeni stil tako da nastaju folk rock sastavi poput The Mamas & the Papas i  Buffalo Springfield. 
Veliku popularnost ove glazbe dobiva s pojavom velikog broja britanskih sastava koji su narodne pjesme i plesne melodije uokvirivali u rock okvire. Jedan od najpoznatijih sastava bio je Steeleye Span koji je imao svoj vlastiti TV-show. 
Čak su i Beatlesi eksperimentirali s ovim glazbenim stilom. Njihov album Rubber Soul iz 1965. je protkan folk rockom.
Postoji i pop inačica folk rocka, koja se jednostavno naziva folk pop, gdje je folk glazba pomiješana s pop elementima. Najpoznatiji glazbenici ovog stila bili su  The Kingston Trio i Buffy Sainte-Marie.
Popularnost folk rocka održala se sve do sredine 1970-ih kada počinje gubiti na snazi.

## Glazbenici unutar folk rocka
- The Albion Band
- The Band
- Bruce Springsteen
- Buffalo Springfield
- The Byrds
- Capercaillie
- Cat Stevens
- Crosby, Stills, Nash & Young
- Sandy Denny
- Bob Dylan
- Richie Havens
- Engmans Kapell
- Fairport Convention
- Jerry Garcia
- The Grateful Dead
- Indigo Girls
- Jefferson Airplane
- Jethro Tull
- Levellers
- Leonard Cohen
- The Mamas & the Papas
- Van Morrison
- The Pogues
- Paul Simon
- Neil Young
- Siniša Vuco